# 白い恋人たち (曲)
「白い恋人たち」（しろいこいびとたち、仏: Treize jours en France）は、1968年にフランスの作曲家フランシス・レイが発表した楽曲である。

## 解説
本曲は、1968年にフランス・グルノーブルで開催された第10回冬季オリンピックグルノーブル大会にて、オリンピック競技とグルノーブルの街を取り巻く風景とを詳細に記録した、クロード・ルルーシュによる記録映画『白い恋人たち』（原題：Treize Jours en France）の主題曲として制作された。
映画本編中では本曲が効果的に使われており、エンディングではオリンピックの13日間とグルノーブルの熱狂と静寂とを朗らかに歌ったコーラスの歌声がフィーチャーされている。このコーラス部分の作詞を手掛けたのはフランスのシンガーソングライターであったピエール・バルーであり、バルーとニコール・クロワジールがコーラスを担当している。

### 日本での展開
日本に於いては1968年に映画『白い恋人たち』が東和映画（現在の東宝東和）により輸入されて日本公開された際に、キングレコード（SEVEN SEASレーベル）によりサウンド・トラック盤シングルレコード『白い恋人たち ～グルノーブルの13日間～』というタイトルで発売されたのが嚆矢である。このサウンド・トラック盤は1993年に『「白い恋人たち」オリジナル・サウンドトラック 』としてCD化されている。
文化放送『ユア・ヒット・パレード』では1969年度の年間2位を記録した。
またシャンソン評論家の永田文夫により日本語歌詞が制作されている。永田の詩はピエール・バルーのオリジナル版とは異なり、男女の恋愛の形を謳ったものになっている。永田自身は「自分の作品は作り方が趣味的なもので、（白い恋人たちの“訳詞”も）その一つ」であると語っている。
永田の詩による日本語版ではザ・ピーナッツ、由紀さおり、いしだあゆみがレコーディングし、それぞれオリジナルアルバムの中で歌唱している。

## 収録レコード
- 『白い恋人たち 〜グルノーブルの13日間〜』（サウンド・トラック盤、1968年、キングレコード〈SEVEN SEASレーベル〉）
- 『ザ・ピーナッツ 華麗なるフランシス・レイ・サウンド!』（歌唱：ザ・ピーナッツ、1970年10月1日発売、キングレコード SKD-87）
- 『男のこころ ～フランシス・レイを歌う』（歌唱：由紀さおり、1971年9月5日発売、東芝音楽工業／EXPRESS ETP-8112）
- 『スクリーン・ラヴ・テーマ』（歌唱：いしだあゆみ、1972年3月10日発売、日本コロムビア YS-10117）